# Jus Addiss
Jus Addiss (né le 23 juin 1917 à New York et mort le 26 octobre 1979 à Hollywood, Californie) est un réalisateur américain de cinéma et de télévision.

## Filmographie

### Cinéma
- 1958 : The Cry Baby Killer
- 1967 : El Magnifico extranjero

### Télévision
- 1955-1957 : Alfred Hitchcock présente (Alfred Hitchcock presents) (série télévisée) 10 épisodes
- 1961-1965 : Rawhide : ("Rawhide") (série télévisée)
- 1960 : Hong Kong (série télévisée)
- 1961 : Monsieur Ed, le cheval qui parle ("Mister Ed") (série télévisée)
- 1964 : Voyage au fond des mers ("Voyage to the Bottom of the Sea") (série télévisée)
- 1965 : Perdus dans l'espace ("Lost in Space") (série télévisée)
- 1965 : Les Mystères de l'Ouest ("The Wild Wild West") (série télévisée) saison 1 épisode 12